# دوزخدرة (مقاطعة ديواندرة)
دوزخدرة (بالفارسية: دوزخدره) هي قرية تقع في قسم سارال الريفي (مقاطعة ديواندرة) في إيران. يقدر عدد سكانها بـ 295 نسمة .